# Titularbistum Catrum
Catrum (ital.: Catro) ist ein Titularbistum der römisch-katholischen Kirche.
Der antike Bischofssitz lag in der römischen Provinz Mauretania Caesariensis und wurde im Jahre 1989 in das Verzeichnis der Titularbischofssitze aufgenommen.
| Titularbischöfe von Catrum |                       |                                            |                  |                  |
| Nr.                        | Name                  | Amt                                        | von              | bis              |
| 1                          | František Rábek       | Weihbischof in Nitra (Slowakei)            | 13. Juli 1991    | 20. Januar 2003  |
| 2                          | Werner Guballa        | Weihbischof in Mainz (Deutschland)         | 20. Februar 2003 | 27. Februar 2012 |
| 3                          | Nelson Jesus Perez    | Weihbischof in Rockville Centre (USA)      | 8. Juni 2012     | 11. Juli 2017    |
| 4                          | Louis Nguyễn Anh Tuấn | Weihbischof in Ho-Chi-Minh-Stadt (Vietnam) | 25. August 2017  | 25. März 2023    |
| 5                          | Yohane Suzgo Nyirenda | Weihbischof in Mzuzu (Malawi)              | 5. Mai 2023      | 1. April 2025    |
| 6                          | Pedro Bismarck Chau   | Weihbischof in Newark (USA)                | 30. Mai 2025     |                  |